# Prueba F de Fisher
En estadística se denomina prueba F de Snedecor a cualquier prueba en la que el estadístico utilizado sigue una distribución F si la hipótesis nula no puede ser rechazada. El nombre fue acuñado en honor a Ronald Fisher.
- La hipótesis de que las medias de múltiples poblaciones normalmente distribuidas y con la misma desviación estándar son iguales. Esta es, quizás, la más conocida de las hipótesis verificada mediante el test F y el problema más simple del análisis de varianza.

- La hipótesis de que las desviaciones estándar de dos poblaciones normalmente distribuidas son iguales, lo cual se cumple.

En muchos casos, el test F puede resolverse mediante un proceso directo. Se requieren dos modelos de regresión, uno de los cuales restringe uno o más de los coeficientes de regresión conforme a la hipótesis nula. El test entonces se basa en un cociente modificado de la suma de cuadrados de residuos de los dos modelos como sigue:
El estadístico F puede calcularse como
{\displaystyle F={\frac {\left({\frac {RSS_{0}-RSS_{1}}{m}}\right)}{\left({\frac {1-RSS_{0}}{n-k}}\right)}}}
Donde: 

{\displaystyle RSS_{0}} se refiere al coeficiente de determinación del modelo sin restringir ({\displaystyle R^{2}})

{\displaystyle RSS_{1}} se refiere al coeficiente de determinación del modelo restringido ({\displaystyle R^{2}})

{\displaystyle m} se refiere al número de restricciones impuestas a los coeficientes estimados (coeficientes restringidos).

{\displaystyle k} se refiere al número de coeficientes estimados en el modelo sin restricciones.

{\displaystyle n} se refiere al número de observaciones del modelo.

El valor resultante debe entonces compararse con el valor  correspondiente de la tabla de valores críticos.

Si {\displaystyle F_{calculado}>F_{tablas}}; rechazo el modelo restringido. 
- Datos: Q1386253